# Wolfgang Moser (regatista)
Wolfgang Moser es un deportista austríaco que compitió en vela en la clase Tornado.
Ganó una medalla de plata en el Campeonato Mundial de Tornado de 1999 y tres medallas en el Campeonato Europeo de Tornado entre los años 1998 y 2000.

## Palmarés internacional
| \| Campeonato Mundial \| Campeonato Mundial \| Campeonato Mundial \| Campeonato Mundial \| \| Año \| Lugar \| Medalla \| Clase \| \| ------------------ \| --------------------------- \| ------------------ \| ------------------ \| \| 1999 \| Vallensbæk (Dinamarca) \| Medalla de plata \| Tornado \| \| Campeonato Europeo \| \| \| \| \| Año \| Lugar \| Medalla \| Clase \| \| 1998 \| Porto Carras (Grecia) \| Medalla de plata \| Tornado \| \| 1999 \| Puerto de Pollensa (España) \| Medalla de plata \| Tornado \| \| 2000 \| Allassio (Italia) \| Medalla de bronce \| Tornado \| |                             |                   |         |
| Campeonato Mundial |                             |                   |         |
| Año | Lugar                       | Medalla           | Clase   |
| 1999 | Vallensbæk (Dinamarca)      | Medalla de plata  | Tornado |
| Campeonato Europeo |                             |                   |         |
| Año | Lugar                       | Medalla           | Clase   |
| 1998 | Porto Carras (Grecia)       | Medalla de plata  | Tornado |
| 1999 | Puerto de Pollensa (España) | Medalla de plata  | Tornado |
| 2000 | Allassio (Italia)           | Medalla de bronce | Tornado |